# 성전사 단바인 새로운 이야기
성전사 단바인 새로운 이야기(New Story of Aura Battler DUNBINE) 은, 1988년에 발표된 선라이즈가 제작한 전 3화의 OVA 시리즈다.

## 개요
전 3권으로 시판된 TV애니메이션 "성전사 단바인"의 총집편에 한 권마다 1화씩 수록된, TV 시리즈의 후일담에 해당하는 작품이다. 그렇지만 작중의 분위기는 TV 시리즈와는 크게 다르고, 보다 환상적인 분위기를 전면에 드러낸 작풍이 되어 있다. 이것은 TV 시리즈의 감독인 토미노 요시유키보다도, TV 시리즈에서 메카닉 디자인을 담당하고, B-CLUB 지상에서 독자적인 단바인 상인 "AURA FANTASM"을 연재하고 있었던 이즈부치 유타카의 개성에 따른 점이 크고, 실제로 그것의 애니메이션화라고 할만한 것이었다.

## 줄거리
바이스톤 웰 전토가 말려든  오라 머신에 의한 사상 첫 대전란으로부터 700년의 세월이 경과했다. 바이스톤 웰 정복에 불타는 흑기사 라반은 오라 배틀러 “즈와우쓰”를 몰고, 일당과 함께 전설의 “바란바란의 비보”을 수호하는 일족을 습격했다. 일족은 지고, 일족의 공주인 소녀 레믈과 사냥꾼 소년 시온이 라반에 의해 잡힌다. 두 사람은 미 페라리오 실키 마우에 이끌려 라반 성에서 탈출하고, 바란바란의 비보인 오라 배틀러 “서바인”이 있는 곳으로 향한다. 그리고 즈와우쓰를 타고 추격하는 라반에게 저항하기 위해, 시온은 서바인을 각성시키는 것이었다.

## 주요등장 인물
시온 자바
성우 - 나카하라 시게루 (中原茂)
바란바란에 사는 사냥꾼 소년. 라반에게 잡혔을 때에 수수께끼의 오라 배틀러에 태워지고, 훌륭하게 가동시킨 (= 오라를 흡수당하고 죽지 않은) 것으로 성전사로서 인식된다. 서바인을 몰고 라반의 야망에 대적하게 된다. 쇼 자마의 전생.
레믈 질피드
성우 - 타카모리 요시노 (鷹森淑乃)
바란바란의 공주. 리믈 루프트의 전생.
실키 마우
성우 - 요코자와 케이코 (橫澤啓子)
예전에 아 나라에서 지상인을 소환했던 페라리오. 미 페라리오가 되어 전생.
라반 자라만드
성우 - 하야미 쇼 (速水奬)
오라 배틀러 즈와우쓰를 몰며 '흑기사'를 자칭하는 남자. 그 이름처럼 검은 갑주에 몸을 감싸고, 수하 군사를 인솔해서 바이스톤 웰 정복을 계획한다. 번 바닝스의 전생.
베라나 가리아하
성우 - 아다치 시노부 (安達忍)
라반의 부하로 빨간 머리의 여전사. 가랄리아 냠히의 전생.
갈루
성우 - 고오리 타이스케 (郷里大輔)
라반의 부하인 덩치 큰 남자. 가로우 랑.
쇼트 웨폰
성우 - 다나카 마사히코 (田中正彦)
예전에 바이스톤 웰에서 오라 머신을 만들어 내고, 전란의 근원을 만든 남자. 그 죄에 의해 육체가 완전히 죽어버려도 죽는 것이 허락되지 않고, 700년 동안이나 생존하고 있었다. 라반에게 즈와우쓰를 준 것은 다시 바이스톤 웰에 전란을 부르기 위해서, 그의 최종 목적인 "죽음" 을 성취시키기 위해서였다. 지상에서의 유물인 핵탄두 탑재 ICBM을 700년간 보존하고 있었다.

## 등장 오라 배틀러
서바인
성전사 시온이 모는, 바란바란 사람들에 의해 700년간 지켜지고 있었던 전설의 오라 배틀러. 게도와 단바인의 중간에 위치하는 기체로, 막대한 오라력을 필요로 하기 때문에 쇼트에 의해 봉인되어 있었다. 무장은 검뿐으로, 오라 샷 등 화기는 남아있지 않았다.
즈와우쓰
흑기사 라반이 모는 칠흑 같은 오라 배틀러. 쇼트가 즈와쓰를 기초로 새롭게 개발한 오라 배틀러로서, 최대의 차이점은 등에 달려 있는 박쥐 같은 거대한 날개와 꼬리다. 이것들을 붙임에 의해, 더욱 악마적인 인상을 가지게 되었다.
덧붙이자면 즈와우쓰란 바이스톤 웰에 서식하는 용인 “드라우겐” 중에서, 가장 사악한 용에게 주어지는 호칭이다 (드라우겐은 "AURA FANTASM"만의 설정이며, TV시리즈에는 이러한 설정은 존재하지 않는다).
“이름 없는” 오라 배틀러
흑기사 라반이 소유하는 빨간 오라 배틀러. 성전사 선별에 이용되고, 부적격인 탑승자의 생명을 차례로 빨아먹어, 죽음에 이르게 했다. 시온의 손에 의해 구동하지만 그 후의 소식은 불명. 탑승자가 없기 때문에, 성과 함께 종반의 폭발로 소멸했다고 생각된다. 외형은 네 발 달린 갑각류 느낌.
발굴 중인 오라 배틀러
흑기사 라반의 성에서 발굴되고 있었던 오라 배틀러. 상세한 것은 완전히 불분명하지만, 단바인과 같은 뿔이 머리 부분에 있었던 것과 발굴되고 있었던 것에서 서바인과 같은 시기에 쇼트에 의해 개발된 오라 배틀러라고 생각된다. 제1화에 일순간만 화면에 비쳤다.
극중에 등장하는 오라 배틀러는 이즈부치가 그리는 일러스트와 같은 중후감·존재감을 표현하기 위해서, 대부분이 하모니 처리를 사용한 멈춘 그림으로 그려지고 있다. 지극히 가끔 보통 셀 화로 된 '움직이는' 신도 존재하지만, 롱 앵글에 의한 아주 작은 것이기 때문에, 다른 신과 비교해서 위화감을 느끼게 하는 것이 되어버리고 있다.

## 스탭
- 원작·감수 - 토미노 요시유키 (富野由悠季)
- 감독 - 타키자와 토시후미 (瀧澤敏文)
- 각본 - 고부 후유노리 (五武冬史)
- 캐릭터 디자인 - 幡池裕行
- 메카닉 디자인 - 이즈부치 유타카 (出淵裕)
- 작화 감독 - 타니구치 모리야스 (谷口守泰)
- 메카 작화 감독 - 요시다 토오루 (吉田徹)
- 미술감독 - 히라카와 에이지 (平川榮治)
- 음향감독 - 후지노 사다요시 (藤野貞義)
- 음악 - 코로쿠 레이지로 (小六禮次郎)

## 주제가
제1화 'Last No'
작사·작곡·노래 - 카라시마 미도리 (辛島美登里), 편곡- 토츠카 오사무 (戶塚修)
제2화, 제3화 '모놀로그를 물들여'
작사·작곡·노래 - 카라시마 미도리, 편곡 - 토츠카 오사무

## 발매 리스트
- "성전사 단바인 I 봉린의 장" + "New Story of Aura Battler DUNBINE 부활" 발매일: 1988/2/25
- "성전사 단바인 II 천마의 장" + "New Story of Aura Battler DUNBINE 700년의 야망" 발매일: 1988/5/25
- "성전사 단바인 III 기추의 장" + "New Story of Aura Battler DUNBINE 지상에 가까운 자" 발매일: 1988/8/25

## 같이 보기
- 성전사 단바인
- 토미노 요시유키
- 이즈부치 유타카
- 선라이즈
- 반다이
- 오라 머신 목록